# Lauregno
Lauregno (Laurein in tedesco, Lafreng nel dialetto locale) è un comune italiano di 315 abitanti della provincia autonoma di Bolzano in Trentino-Alto Adige.

## Origini del nome
Il toponimo è attestato come terra Lauregni nel 1233, come Lafarende nel 1436, come Lafreng nel 1528 e come Laurein nel 1870 e deriva probabilmente dal preindoeuropeo "Lawara" con suffisso -onia ("zona rocciosa").
Meno seguito ha ormai tra gli studiosi di toponomastica l'origine dalla parola latina Laurus (italiano lauro od alloro), come viene menzionata la prima volta nel 1274 la località in documenti storici.

## Storia
Nel 1946 il paese, facente parte assieme a Proves della zona germanofona dell'Alta Val di Non (Deutschnonsberg), siccome l'insediamento fu fondato sin dal medioevo da coloni trasmigrati dalla Val d'Ultimo, è passato dalla provincia di Trento alla provincia di Bolzano in seguito all'accordo De Gasperi-Gruber, al comune è stata annessa la frazione di Sinablana (Tonna) di Rumo.

### Simboli
L'aratro simboleggia la bonifica dei campi e la loro lavorazione; i quattro vertici rappresentano i quattro comuni originari di lingua tedesca della Val di Non: Lauregno, Proves, Senale-San Felice, gli ultimi due unificati. Lo stemma è stato adottato nel 1967.

## Monumenti e luoghi d'interesse

### Architetture religiose
- Chiesa di San Vito, parrocchiale

## Società

### Ripartizione linguistica
È uno dei tre comuni di lingua tedesca della Val di Non, in quanto la sua popolazione è per la quasi totalità di madrelingua tedesca:
| %      | Ripartizione linguistica (gruppi principali) |
| ------ | -------------------------------------------- |
| 97,77% | madrelingua tedesca                          |
| 2,23%  | madrelingua italiana                         |
| 0,00%  | madrelingua ladina                           |

### Evoluzione demografica
Abitanti censiti

## Amministrazione
| Periodo | Periodo   | Primo cittadino | Partito | Carica  | Note |
| ------- | --------- | --------------- | ------- | ------- | ---- |
| 2005    | 2010      | Oswald Ungerer  | SVP     | Sindaco |      |
| 2010    | in carica | Hartmann Thaler | SVP     | Sindaco |      |